# 2015 en hockey sur glace
Cette page présente les éléments de hockey sur glace de l'année 2015, que ce soit d'un point de vue rencontres internationales ou championnats nationaux. Les grandes dates des différentes compétitions sont données ainsi que les décès de personnalités du hockey mondial.

## Europe

### Coupe continentale
La Super Finale de la Coupe continentale se déroule du 9 au 11 janvier au Eisarena de Bremerhaven en Allemagne. Les Biélorusses du HK Nioman Hrodna s'adjuge le titre en remportant toutes ses rencontres face aux Fischtown Pinguins, aux Ducs d'Angers et au HK Ertis Pavlodar.

### Italie
L'Associazione Sportiva Asiago Hockey remporte le championnat 2014-2015 (Serie A) devant l'AS Renon.

## Compétitions internationales

### Championnat du monde
En mai, le Canada remporte le championnat en République tchèque, devant la Russie et les États-Unis.
L'Autriche et la Slovénie perdent leurs places en division élite au profil du Kazakhstan et de la Hongrie.

## Autres

### Fins de carrière
- 9 janvier : Mike Komisarek[3].
- 9 janvier : Ray Whitney[4].
- 23 janvier : David Aebischer.
- 27 janvier : Martin Brodeur.
- 27 janvier : Radek Dvořák.
- 11 février : Ievgueni Nabokov.
- 16 février : Richard Lintner.
- 18 février : Giorgio De Bettin.
- 20 février : Andreas Holmqvist.
- 23 février : Andreï Mezine.
- 27 février : Brent Sopel.
- 3 mars : Phil Oreskovic.
- 3 mars : Viktor Szélig.
- 23 mars : Petr Čajánek.
- 2 avril : Fabrice Lhenry.
- 3 avril : Jason Crossman.
- 3 avril : David Hennebert.
- 4 avril : Kasper Degn.
- 5 avril : Matthias Iberer.
- 6 avril : Mike Egener.
- 6 avril : Ryan O'Marra.
- 7 avril : Timo Pärssinen.
- 7 avril : Libor Pivko.
- 9 avril : Nicky Chinn.
- 9 avril : Michele Strazzabosco.
- 9 avril : Magnus Johansson.
- 10 avril : Frank Doyle.
- 12 avril : Robyn Regehr.
- 16 avril : Samuel Påhlsson.
- 17 avril : Pavel Rosa.
- 19 avril : Ville Nieminen.
- 19 avril : Loïc Sadoun.
- 19 avril : Tomáš Vlasák.
- 23 avril : Michal Broš.
- 24 avril : Jiří Šlégr.
- 14 juin : Alexandre Cornaire.
- 15 juin : Kimmo Timonen.
- 18 juin : Peter Mannino.
- 30 juin : Scott Clemmensen.
- 7 juillet : Petr Fical.
- 12 juillet : Andreï Gavriline.
- 14 juillet : Taylor Pyatt.
- 15 juillet : Greg Nemisz.
- 20 juillet : Brian Willsie.
- 23 juillet : Shawn Belle.
- 27 juillet : Matt Zaba.
- 29 juillet : Marc Welti.
- 29 juillet : Marc Schefer.
- 30 juillet  : Karl Stewart.
- 7 août : Chaz Johnson.
- 10 août : Jean-Sébastien Aubin.
- 10 août : Luca Caputi.
- 13 août : Sami Salo.
- 17 août : Daniel Brière.
- 18 août : Jeff Giuliano.
- 19 août : Guillaume Lefebvre.
- 27 août : Patrick Rissmiller.
- 27 août : Jaroslav Balaštík.
- 30 août : Colin Stuart.
- 2 septembre : Bryce Salvador.
- 2 septembre : Drew Bagnall.
- 4 septembre : Rich Peverley.
- 14 septembre : Tomaz Razingar.
- 14 septembre : Štefan Ružička.
- 17 septembre : Daniel Carcillo.
- 17 septembre : Brad Winchester.
- 20 septembre : Ryan Whitney.
- 21 septembre : Troy Bodie.
- 21 septembre : Chris Mason.
- 5 octobre : Mike Weaver.
- 15 octobre : Radovan Somík.
- 15 octobre : Martin Štrbák.
- 19 octobre : Viktor Kozlov.
- 20 octobre : Curtis Glencross.
- 27 octobre : Sergueï Gontchar.
- 31 octobre : Jari Tolsa.
- 9 novembre : Martin Škoula.
- 8 décembre : Pascal Dupuis.
- 9 décembre : Keith Ballard.
- 11 décembre : Marius Holtet.

### Décès
- 2 janvier : Dan Poulin[5]
- 6 janvier : Vlastimil Bubník[6]
- 7 janvier : Jean-Paul Parisé[7]
- 10 janvier : Denis Tsygourov[8]
- 31 janvier : Vic Howe[9]
- 9 février : Claude Ruel[10]
- 15 février : Steve Montador[11]
- 20 mars : Josef Mikoláš[12]
- 4 avril : Elmer Lach[13].
- 6 avril : Dollard St-Laurent[14]
- 11 avril : Heino Pulli[15].
- 14 avril : Mark Reeds[16].
- 16 avril : Valeri Belooussov[17]
- 17 avril : Jaroslav Holík[18]
- 26 avril : Marcel Pronovost[19]
- 28 avril : Duri Camichel[20]
- 16 juin : Greg Parks[21]
- 26 juin : Paul Ambros[22].
- 29 juin : Wally Stanowski[23]
- 26 juillet : Leo Reise[24].
- 5 août : Antti Leppänen[25].
- 8 août : Gus Mortson[26]
- 13 août : Robert Fillion[27]
- 20 août : Michal Česnek[28]
- 24 août : Ronald « Chico » Maki[29]
- 28 août : Al Arbour[30]
- 19 septembre : Todd Ewen[31]
- 9 novembre : Endre Kósa[32]
- 16 novembre : Bert Olmstead[33]